# The Love Hermit
The Love Hermit er en amerikansk stumfilm fra 1916 af Jack Prescott.

## Medvirkende
- William Russell som Tom Weston.
- Charlotte Burton som Marie Bolton
- William Stowell som Jack Hillman.
- Harry von Meter som James Bolton
- Queenie Rosson som Grace Hamilton.